# Южный конус

Тёмно-зелёный: регион, который всегда относят к Южному конусу. Зелёный: иногда относимый к Южному конусу регион. Светло-зелёный: регион, включаемый в Южный конус только в редких исключениях.

Южный конус (исп. Cono Sur, порт. Cone Sul) — южная часть Южной Америки, формой напоминающая перевёрнутый конус, расположена под тропиком Козерога. Включает в себя Аргентину, Чили, Уругвай, иногда Парагвай и юг Бразилии (штаты Риу-Гранди-ду-Сул, Санта-Катарина, Парана и Сан-Паулу).
Южный конус ограничен с севера Боливией, Перу и северными штатами Бразилии, с запада Тихим Океаном, с востока Атлантическим океаном.
Наиболее значительные географические объекты региона — Анды, равнины Пампа и Гран-Чако, Патагонское плато, южная часть бразильских глыбовых массивов.
Основные реки — Парана, Парагвай, Уругвай и Бермехо.
Климат меняется с юга на север от холодного до тропического.

## Население
Население относимых к Южному конусу стран: Аргентина (39,3 млн), Чили (16,4 млн) и Уругвай (3,6 млн). Крупные города: Буэнос-Айрес (13,1 млн), Сантьяго (6,4 млн).
Население имеет преимущественно европейское происхождение (80—90 %). Основные языки — испанский (Чили, Аргентина, Уругвай, Парагвай), португальский (Бразилия), гуарани (Парагвай, Аргентина), арауканский (Чили, Аргентина) и кечуа (Аргентина).

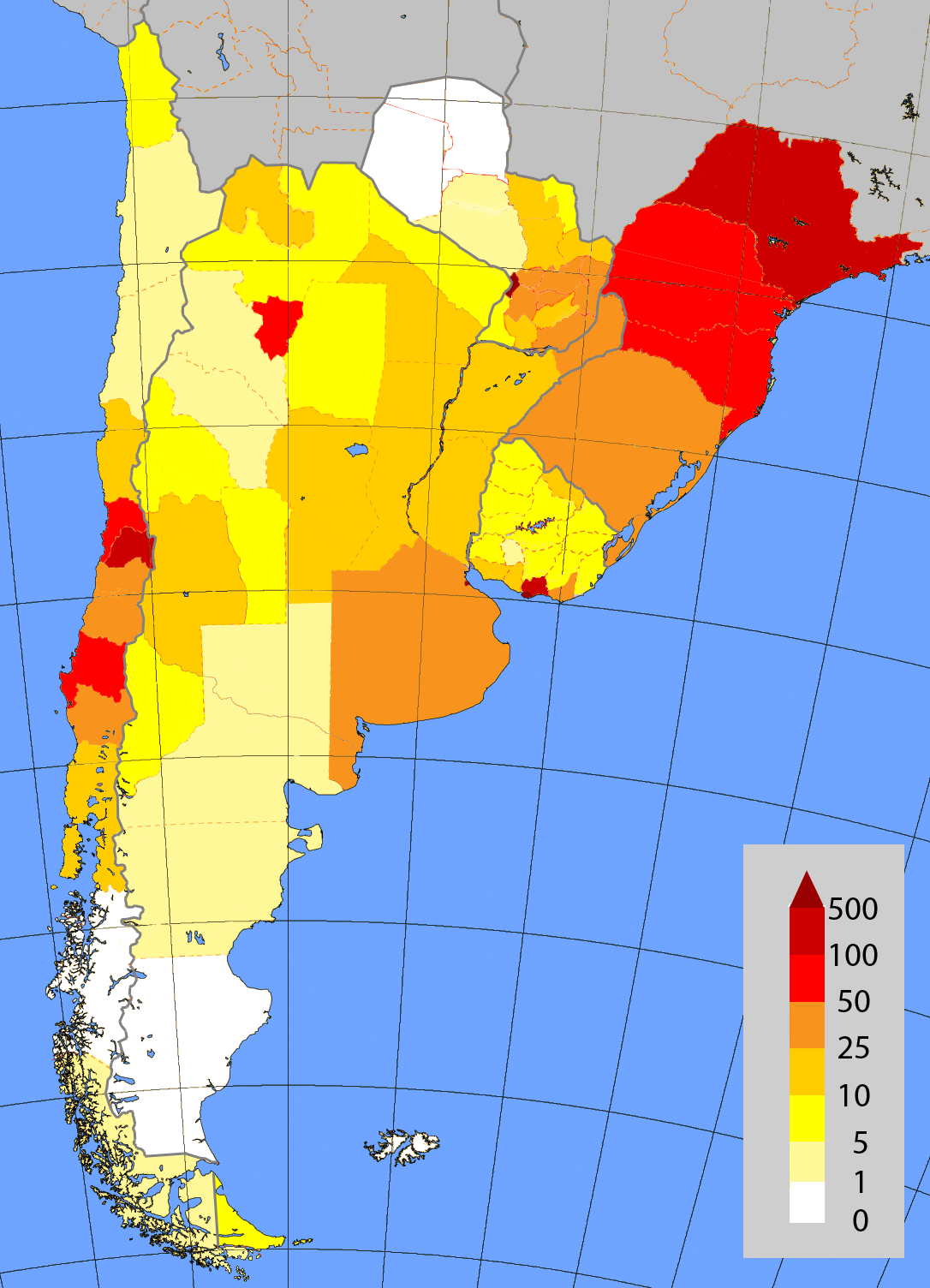
Плотность населения Южного конуса по государственным административным единицам первого уровня. Человек/км²